# Лебедев, Вячеслав Михайлович (поэт)
Вячеслав Михайлович Лебедев (10 октября 1896, Воронеж — 6 июня 1969, Прага) — русский поэт, эссеист, литературный критик и переводчик «первой волны» эмиграции, участник ряда литературных объединений Праги.

## Биография
Окончил гимназию в Воронеже, учился в Петроградском институте инженеров путей сообщения. В 1916 г. студентом был призван в армию, воевал на румынском фронте до 1918 г., был ранен в ногу. После демобилизации уехал в Киев. С конца 1918 г. участвует в гражданской войне (в том числе в составе Добровольческой армии), в 1920 г., после тяжёлого ранения, эвакуируется в Болгарию. С 1922 г. живёт в Чехословакии, где пытается продолжить техническое образование в Праге и одновременно принимает активное участие в литературной жизни Праги. Входит в литературные объединения «Далиборка» и «Скит», а также в Союз русских писателей и журналистов в ЧСР. В 1932 г. получил диплом инженера и до 1955 г. работал (с перерывами) чертёжником.

## Творчество
Стихи писал с детства, первая публикация — в 1913 г. в Воронеже, в дальнейшем активно печатался в русскоязычной периодике Болгарии, Чехословакии, Франции, Германии и др., выступая как со стихами, так и с рассказами и критическими статьями. Первый сборник стихов «Звёздный крен» (Прага, 1929) привлёк внимание критики и был высоко оценен зарубежными русскоязычными изданиями; стихи Лебедева включались в большинство антологий поэзии русского зарубежья. В дальнейшем много выступал как переводчик чешской поэзии на русский; также перевёл на чешский стихи Бунина. После войны практически не печатался, несмотря на ряд попыток опубликовать свои произведения в чехословацких и советских изданиях. Сборник переводов его стихов на чешский был подготовлен в 1968 г., но в результате пражских событий публикация не состоялась. Умер от инсульта.
Многими критиками считался наиболее ярким представителем молодой эмигрантской поэзии «русской Праги». В стихах — урбанистические и ностальгические мотивы, многочисленные реминисценции гражданской войны; наряду с чертами классической поэтики отмечается близость к манере умеренного футуризма (ранний Асеев, Пастернак) и сюрреализма (Поплавский). Интерес к поэтическому наследию Лебедева (полностью не собранному) растёт начиная с 1990-х гг.